# وو يوهانغ
وو يوهانغ (مواليد 3 يونيو 1997) هو سبّاح صيني، مثّل بلاده في الألعاب الأولمبية الصيفية 2016.

## روابط خارجية
وو يوهانغ على موقع الاتحاد الدولي للسباحة (الإنجليزية)
- وو يوهانغ على موقع أوليمبيديا (الإنجليزية)
- وو يوهانغ على موقع اللجنة الأولمبية الصينية (الإنجليزية)